# Brentuximab-Vedotin
Brentuximab-Vedotin (INN, Handelsname Adcetris) ist ein Antikörper-Wirkstoff-Konjugat (ADC), das zur Therapie von Krebserkrankungen der Lymphzellen eingesetzt wird. In dem Konjugat ist ein monoklonaler Antikörper, der sich gegen humanes CD30-Antigen richtet, kovalent an drei bis fünf Vedotin-Moleküle gebunden, die das Zytostatikum Monomethylauristatin E (MMAE) beinhalten. In den USA ist das Arzneimittel seit August 2011 zugelassen. Ende Oktober 2012 hat die Europäische Arzneimittel-Agentur die Zulassung für das Krebsmedikament in der Europäischen Union erteilt und 2016 erweitert.

## Anwendungsgebiete
Die Arzneimittelzulassung von Brentuximab-Vedotin in der EU gilt für folgende Indikationen:
- Bei Erwachsenen mit CD30-positivem Hodgkin-Lymphom (CD30+ HL)
  - im Stadium IV bei bislang unbehandeltem CD30+ HL in Kombination mit einer Chemotherapie nach dem AVD-Schema (Doxorubicin, Vinblastin und Dacarbazin)
  - zur Konsolidierungsbehandlung eines CD30+ HL nach einer autologen Stammzelltransplantation (ASCT), wenn das Risiko für ein Wiederauftreten oder ein Fortschreiten der Erkrankung erhöht ist
  - bei einem Rückfall bzw. Wiederauftreten oder bei einem therapierefraktären (nicht auf die üblichen Therapien ansprechenden) eines CD30+ HL
    - nach einer autologen Stammzelltransplantation (ASCT)
    - nach mindestens zwei vorangegangenen Therapien, wenn eine ASCT oder eine Kombinationschemotherapie nicht in Frage kommen
- Bei Erwachsenen mit systemischen anaplastischen großzelligen Lymphoms (sALCL)
  - bei bislang unbehandeltem sALCL in Kombination mit einer Chemotherapie nach CHP-Schema (Cyclophosphamid, Doxorubicin und Prednison)
  - bei einem Rückfall bzw. Wiederauftreten eines sALCL oder bei einem therapierefraktären (nicht auf die üblichen Therapien ansprechenden) sALCL
- Bei Erwachsenen mit CD30-positivem kutanem T-Zell-Lymphom nach mindestens einer vorangegangenen systemischen Behandlung

Brentuximab-Vedotin trägt den Status eines Arzneimittels gegen seltene Krankheiten (Orphan-Drug-Status).
Der Gemeinsame Bundesausschuss (G-BA) hat Brentuximab-Vedotin einer Arzneimittel-Nutzenbewertung nach § 35a SGB V unterzogen: Der Beschluss des G-BA vom 16. Mai 2013 stellt einen nicht quantifizierbaren Zusatznutzen für Patienten mit einem CD30+-Hodgkin-Lymphom fest. Die Deutsche Gesellschaft für Hämatologie und Onkologie e. V. (DGHO) hat eine Stellungnahme zu dem Bewertungsverfahren abgegeben und veröffentlicht.
Im Jahr 2013 wurde Brentuximab Vedotin als Therapieoption in die S3-Leitlinie zur Diagnostik, Therapie und Nachsorge des Hodgkin-Lymphoms aufgenommen.
Hersteller von Brentuximab-Vedotin sind Seattle Genetics in den USA und Millennium Pharmaceuticals, eine Tochtergesellschaft von Takeda Pharmaceutical.

## Wirkungsmechanismus
Die Eigenschaft monoklonaler Antikörper, gezielt bestimmte Zellmerkmale zu erkennen, kann auch in der onkologischen Therapie genutzt werden: Antikörper sollen die Tumorzellen aufspüren und so das Zytostatikum gezielt zu den Tumorzellen befördern. Das Antikörper-Wirkstoff-Konjugat heftet sich dabei an die Oberfläche der Zelle, die ein bestimmtes Zellmerkmal (Antigen) trägt. In Brentuximab-Vedotin ist das Zellmerkmal, gegen das sich der monoklonale Antikörper richtet, das Tumorantigen CD30. Nach dem Anheften des Antikörpers an das Tumorantigen stülpt sich die Zellmembran in das Zellinnere und das Antikörper-Wirkstoff-Konjugat wird in die Zelle geschleust. Dort spalten Enzyme in den Lysosomen die Aminosäure-Verbindung zwischen Antikörper und Zytostatikum, das jetzt vor Ort seine Wirkung entfalten kann. Der an den Antikörper gekoppelte Wirkstoff in Brentuximab-Vedotin ist das Zytostatikum Monomethylauristatin E, das die mitotische Spindel zerstört und so zum G2/M-Zellzyklusarrest und zur Apoptose (d. h. zum Zelltod der Krebszelle) führt.

## Studien
Eine Dosisfindungsstudie an 45 Patienten mit Rückfällen von malignen Lymphomen, die CD30 exprimieren, wurde im November 2010 veröffentlicht. Sie zeigte einen Rückgang des Tumors bei 36 Patienten, davon elf komplette Remissionen.
In zwei zulassungsrelevanten Phase-II-Studien war Brentuximab-Vedotin an 160 Patienten in den USA, Kanada und Europa getestet worden, davon wiesen 102 Patienten ein Hodgkin-Lymphom und 58 Patienten ein sALCL auf. In der Studie zum Hodgkin-Lymphom hatten alle 102 Patienten bereits eine Hochdosis-Chemotherapie mit autologer Stammzelltransplantation (ASCT) erhalten und waren mit mehreren Chemotherapieregimen vorbehandelt. Brentuximab-Vedotin wurde über maximal 16 Zyklen gegeben. 96 % der Patienten erreichten eine Krankheitskontrolle (d. h. eine Remission oder Krankheitsstabilisierung), 94 % der Patienten zeigten eine Tumorreduktion und bei 75 % der Patienten wurde ein objektives Gesamtansprechen (ORR = partielle oder komplette Remission) festgestellt.
In der Studie zum sALCL erhielten 58 Patienten, bei denen mindestens eine vorhergehende Kombinationschemotherapie versagt hatte, Brentuximab-Vedotin über ebenfalls maximal 16 Zyklen. Hier erreichten 97 % der Patienten eine Tumorreduktion und bei 86 % der Patienten wurde ein objektives Gesamtansprechen (ORR = partielle oder komplette Remission) erzielt.
Weitere Ergebnisse bei stark vorbehandelten Patienten mit einem CD30+ Hodgkin-Lymphom liegen unter anderem auch aus einer retrospektiven Analyse der Deutschen Hodgkin Studiengruppe (GHSG) vor.
Auf der International Conference on Malignant Lymphoma (ICMAL) 2013 wurde eine Post-hoc-Analyse vorgestellt, die das progressionsfreie Überleben unter Brentuximab-Vedotin und unter der vorhergehenden Therapie verglichen hat. In die Auswertung gingen Daten von Patienten aus den beiden zulassungsrelevanten Phase-2-Studien ein. Bei den Studienteilnehmern war ein rezidiviertes bzw. refraktäres Hodgkin-Lymphom (HL) nach ASCT oder ein rezidiviertes bzw. refraktäres systemisches anaplastisch-großzelliges Lymphom (sALCL) diagnostiziert. Der Vergleich erfolgte gegenüber der vorhergehenden letzten systemischen Therapie. Als Ergebnis erreichten mehr als 60 % der stark vorbehandelten Patienten unter dem Antikörperwirkstoffkonjugat Brentuximab-Vedotin eine Verlängerung des progressionsfreien Überlebens.
3-Jahres-Updates der Phase-II-Zulassungsstudien bei Patienten mit einem rezidivierten bzw. refraktären Hodgkin-Lymphom (HL) oder sALCL konnten bestätigen, dass Brentuximab Vedotin das Gesamtüberleben im Vergleich zu vorangegangenen Therapien verbesserte: Bei Patienten mit einem rezidivierten oder refraktären HL betrug das mediane Gesamtüberleben 40,5 Monate. 18 Patienten blieben in Remission und wurden weiter beobachtet. Bei Patienten mit einem rezidivierten oder refraktären sALCL war das mediane Gesamtüberleben nach 33,4 Monaten noch nicht erreicht, die geschätzte 3-Jahresüberlebensrate lag bei 63 %.
Nach einem 5-jährigen Follow-up wurden beide Phase-II-Zulassungsstudien geschlossen. Die endgültigen Daten ergaben eine geschätzte 5-Jahresüberlebensrate von 41 % beim rezidivierten/refraktären (r/r) Hodgkin-Lymphom (HL) und 60 % beim r/r sALCL.
Eine Phase-III-Studie (AETHERA) untersuchte die Anwendung von Brentuximab-Vedotin als Konsolidierungstherapie bei Patienten mit fortgeschrittenem Hodgkin-Lymphom, die nach einer autologen Stammzelltransplantation (ASCT) ein erhöhtes Risiko für ein Rezidiv oder ein Krankheitsfortschreiten aufwiesen. Patienten, die nach der ASCT neben Best Supportive Care (BSC) zusätzlich Brentuximab-Vedotin erhielten, lebten 18,8 Monate länger krankheitsfrei.

## Unerwünschte Wirkungen (Nebenwirkungen)
Die WHO teilt den Schweregrad von Nebenwirkungen bei Zytostatika in die Grade 0 (keine Nebenwirkung) bis 5 (Tod durch Chemotherapie) ein. Die behandlungsbedingten Nebenwirkungen unter Brentuximab-Vedotin waren in den Studien hauptsächlich vom Schweregrad 1 (geringe Nebenwirkungen) oder 2 (Allgemeinbefinden verschlechtert, Chemotherapeutikum muss vermindert werden). Nebenwirkungen der Schweregrade 3 (Unterbrechung der Chemotherapie notwendig) oder 4 (stationäre Krankenhausbehandlung erforderlich) gingen meist auf Zytopenien (vor allem Neutropenien) zurück. Häufigste Nebenwirkungen der WHO-Schweregrade 3 oder 4 waren
- in der zulassungsrelevanten Studie zum Hodgkin-Lymphom (102 Patienten): Neutropenie 20 %, periphere Neuropathie 9 % (Schweregrad 4 trat nicht auf), Thrombozytopenie 8 %, Anämie 6 %.[10]
- in der zulassungsrelevanten Studie zum sALCL (58 Patienten): Neutropenie 21 %, Thrombozytopenie 14 %, periphere sensorische Neuropathie 12 % (Schweregrad 4 trat nicht auf), Anämie 7 %.[11]
- Neuropathien bildeten sich im Laufe der Zeit in der Regel wieder zurück: Neuropathie-Symptome waren bei 88 % bzw. 91 % der Patienten mit r/r HL bzw. r/r sALCL beim 5-Jahres-Update vollständig abgeklungen oder hatten sich gebessert.[17][18]

Unter der Behandlung mit Brentuximab-Vedotin kam es in drei Fällen (Stand: Juni 2012) zum Auftreten einer progressiven multifokalen Leukenzephalopathie (PML). Die PML ist unter der Behandlung mit verschiedenen Immunsuppressiva (darunter auch monoklonale Antikörper) beschrieben. Ob und wie Brentuximab-Vedotin zur PML beiträgt, ist bisher ungeklärt.